# Lijst van schepen van de United States Navy (D)
Deze lijst geeft een overzicht van schepen die ooit in dienst zijn geweest bij de United States Navy waarvan de naam begint met een D.

## D
- USS D-1 (SS-17)
- USS D-2 (SS-18)
- USS D-3 (SS-19)

### Da
- USS Dace (SS-247, SSN-607)
- USS Dacotah (1859)
- USS Dade (APA-99)
- USS Daedalus (ARL-34)
- USS Daffodil ()
- USS Daggett County (LST-689)
- USS Dahl (AKR-312)
- USS Dahlgren (TB-9, DD187, DDG-43)
- USS Dahlia ()
- USS Dai Ching (1863)
- USS Daiquiri ()
- USS Daisy ( , , , SP-1285, )
- USS Daisy Archer ()
- USS Dakins (DE-85)
- USS Dakotan ()
- USS Dale (1839, DD-4, DD-290, DD-353, CG-19)
- USS Dale W. Peterson (DE-337)
- USS Dalhart (PC-619)
- USS Dallas (DD-199, CA-140, CA-150, SSN-700)
- USS Dalton Victory ()
- USS Daly (DD-519)
- USS Damato (DD-871)
- USS Damon M. Cummings (DE-643)
- USS Dan Smith ( , )
- USS Dana ()
- USS Dandelion ()
- USS Dane (APA-238)
- USS Dania (PCE-870)
- USS Daniel (DE-335)
- USS Daniel A. Joy (DE-585)
- USS Daniel Boone (SSBN-629)
- USS Daniel T. Griffin (DE-54/APD-38)
- USS Daniel Webster (SSBN-626)
- USS Dapdap ()
- USS Daraga ()
- USS Darby (DE-218)
- USS Daring (AM-87)
- USS Darke (APA-159)
- USS Darlington ()
- USS Dart ( , )
- USS Darter (S-227, SS-576)
- USS Dash (AM-88, MSO-428)
- USS Dashiell (DD-659)
- USS Dauntless ( , PG-61)
- USS Dauphin (APA-97)
- USS Davenport ()
- USS Davey ()
- USS David C. Shanks (AP-180)
- USS David K. Philips ()
- USS David R. Ray (DD-971)
- USS David W. Taylor (DD-551)
- USS Davidson (FF-1045)
- USS Daviess County (LST-692)
- USS Davis (TB-12, DD-65, DD-395, DD-937)
- USS Davison (DD-618)
- USS Dawn ( , , )
- USS Dawson (APA-79)
- USS Day (DE-225)
- USS Daylight ()
- USS Dayton (CL-78, CL-105)

### De
- USS De Grasse (1918 , AP-164/AK-223)
- USS De Haven (DD-469, DD-727)
- USS De Kalb County (LST-715)
- USS De Lesseps ()
- USS De Soto ( , )
- USS De Soto County (LST-1171)
- USS De Steiguer (AGOR-12)
- USS De Wert (FFG-45)
- USS Deal (AKL-2, AG-131)
- USS Dealey (DE-1006)
- USS Dean II (SP-98)
- USS Deane (1778, DE-86)
- USS Dearborn (PF-33)
- USS Decatur (1839, DD-5, DD-341, DDG-31, DDG-73)
- USS Decker (DE-47)
- USS Decoy ()
- USS Deede (DE-263)
- USS Defender (MCM-2)
- USS Defense (AM-317)
- USS Defiance ( , PG-95)
- USS Deft ()
- USS Deimos (AKL-40, AK-78)
- USS DeKalb (ID-3010)
- USS Dekanawida ()
- USS Dekanisora ()
- USS Dekaury ()
- USNS Del Monte (T-AK-5049)
- USNS Del Valle (T-AK-5050)
- USS Delaware (1776, 1798, 1820, 1861, 1869, BB-28)
- USS Delbert W. Halsey ()
- USS Delegate ()
- USS Delgada (CVE-40)
- USS Deliver (ARS-23)
- USS DeLong (TB-28, DD-129, DE-684)
- USS Delphinus (AF-24, PHM-1)
- USS Delphy (DD-261)
- USS Delta (1864, AK-29, AR-9)
- USS Delta King ()
- USS Delta Queen ()
- USS Demand ()
- USS Demeter ()
- USS Deming (PCS-1392)
- USS Democracy (SP-2215)
- USS Dempsey (DE-26)
- USS Denebola (AD-12, AF-56, AKR-289)
- USS Dennis (DE-405)
- USS Dennis J. Buckley (DD-808)
- USS Density ()
- USS Dent (DD-116/APD-9)
- USS Dentuda (SS-335)
- USS Denver (C-14/PG-26/CL-16, CL-58, LPD-9)
- USS Deperm (ADG-10)
- USS Derickson (AGS-6)
- USS Derrick ()
- USS Des Moines (C-15/PG-29/CL-17, CA-134)
- USS Design ()
- USS Desire ()
- USS Despatch ( , , , , , IX-2)
- USS Despite (AM-89)
- USS Desplaines River (LFR-412)
- USS Detector (AMC-75, MSO-429)
- USS Detroit (1813, 1869, C-10, CL-8, AOE-4)
- USS Deucalion ()
- USS Deuel (APA-160)
- USS Devastator ((AM-318), MCM-6)
- USS Develin ()
- USS Device ()
- USS Devilfish (SS-292)
- USS Devosa (AKA-27)
- USS Dewees ()
- USS Dewey (DD-349, DLG-14, DDG-105)
- USS Dextrous (AM-341, MSF-341, MCM-13)
- USS Deyo (DD-989)

### Di
- USS Diablo (SS-479)
- USS Diachenko (APD-123)
- USS Diamond ()
- USS Diamond Head (AE-19)
- USS Diamond State (ACS-7)
- USS Diana ()
- USS Dianthus ()
- USS Dickens (APA-161)
- USS Dickerson (DD-157)
- USS Dicky ()
- USS Dictator (1863)
- USS Diligence ()
- USS Diligent ( , )
- USS Diodon ()
- USS Diomedes ()
- USS Dionne (DE-261)
- USS Dionysus ()
- USS Diphda (AKA-59)
- USS Diploma ()
- USS Dipper ()
- USS Direct (AM-90, MSO-430)
- USS Discoverer (ARS-3)
- USS Disdain ()
- USS Dispatch (PY-8)
- USS Diver ()
- USS Dixie (1893, AD-14)
- USS Dixon (AS-37)
- USS Dlonra ()

### Do
- USS Dobbin (AD-3)
- USS Dobler (DE-48)
- USS Dochra ()
- USS Doddridge (AK-176)
- USS Dodge County (LST-722)
- USS Dodger II ()
- USS Dogfish (SS-350)
- USS Dohasan ()
- USS Dohema Jr. ()
- USS Doherty (DE-14)
- USS Doloma ()
- USS Dolphin (1777, 1821, 1836, #874, PG-24, SS-169, AGSS-555)
- USS Dominant ( , MSO-431)
- USS Domino ()
- USS Don ()
- USS Don Juan de Austria ()
- USS Don Marquis ()
- USS Don O. Woods (APD-118)
- USS Donacona ()
- USS Donald B. Beary (FF-1085)
- USS Donald Cook (DDG-75)
- USS Donald W. Wolf (APD-129)
- USS Donaldson (DE-44, DE-55)
- USS Doneff (DE-49)
- USS Donegal ()
- USS Donnell (DE-56)
- USS Donner (LSD-20)
- USS Dorado (SS-248, SS-526)
- USS Doran (DD-185, DD-634)
- USS Dorchester (1917, APB-46/AKS-17)
- USS Doris B. III ()
- USS Doris B. IV ()
- USS Dorothea (1898)
- USS Dorothea L. Dix (AP-67)
- USS Dorothy ()
- USS Dorothy Cullen ()
- USS Dorsey (DD-117)
- USS Dortch (DD-670)
- USS Dotterel ()
- USS Douglas (PG-100)
- USS Douglas A. Munro (DE-422)
- USS Douglas H. Fox (DD-779)
- USS Douglas L. Howard (DE-138)
- USS Douglas County (LST-731)
- USS Dour ()
- USS Downes (DD-375, FF-1070)
- USS Doyen (DD-280, AP-2/APA-1)
- USS Doyle (FFG-39)
- USS Doyle C. Barnes (DE-353)

### Dr
- USS Draco (AK-79)
- USS Dragon ()
- USS Dragonet (SS-293)
- USS Drake (AM-359) name cancelled 20 april 1945
- USS Drayton (DD-23, DD-336)
- USS Dreadnaught ()
- USS Drechterland ()
- USS Drew (APA-162)
- USS Drexler (DD-741)
- USS Driller ()
- USS Driver ()
- USS Druid ()
- USS Drum (SS-228, SSN-677)
- USS Drury (DE-46)
- USS Drusilla ()

### Du
- USS Du Pont (TB-7, DD-152, DD-941)
- USS Duane (AGC-6/WPG-)
- USS Dubhe ()
- USS Dubuque (PG-17, LPD-8)
- USS Duc de Lauzun ()
- USS Duffy ()
- USS Dufilho (DE-423)
- USS Dugong (SS-353)
- USS Dukes County (LST-735)
- USS Duluth (CL-87, LPD-6)
- USS Dumaran (ARG-14)
- USS Dumbarton ()
- USS Duncan (DD-46, DD-485, DD-874, FFG-10)
- USS Dunderberg (1865)
- USS Dunlap (DD-384)
- USS Dunlin ( , )
- USS Dunn County (LST-742)
- USS DuPage (APA-41, APB-61)
- USS Duplin (AKA-87)
- USS Durant (DE-389)
- USS Durham (LKA-114)
- USS Durik (DE-666)
- USS Dutchess (APA-98)
- USS Dutton (AGS-8 , AGS-22)
- USS Duval (AK-177)
- USS Duval County (LST-758)
- USS Duxbury Bay (AVP-38)

### Dw
- USS Dwight D. Eisenhower (CVN-69)
- USS Dwyn Wen ()

### Dy
- USS Dyer (DD-84)
- USS Dyess (DD-880)
- USS Dynamic (AM-91, MSO-432)
- USS Dyson (DD-572)

A · B · C · D · E · F · G · H · I · J · K · L · M · N · O · P · Q · R · S · T · U · V · W · X · Y · Z